# The Gnome
«The Gnome» (с англ. — «Гном») — песня британской рок-группы Pink Floyd, написанная Сидом Барреттом. Выпущена в 1967 году на дебютном студийном альбоме коллектива The Piper at the Gates of Dawn и на обратной стороне сингла «Flaming», который был издан фирмой Tower в США и не предназначался для музыкального рынка Великобритании.

## О композиции
Во время записи «The Gnome» Ричард Райт сыграл на челесте, небольшом клавишном инструменте. Песня была записана для трансляции на BBC в октябре 1967 года.

## Участники записи
- Сид Барретт — акустическая гитара, лид-вокал
- Роджер Уотерс — бас-гитара, бэк-вокал
- Ричард Райт — челеста, бэк-вокал
- Ник Мейсон — перкуссия